# قصر الحكم (مترو الرياض)
محطة قصر الحكم هي محطة نقل سريع، تخدم كإحدى المحطات الرئيسية لكل من المسار الأزرق والبرتقالي ضمن شبكة قطار الرياض «مترو الرياض»، تقع المحطة بالقرب من مصلى العيد وسط الرياض على منطقة مساحتها 19,600 متر مربع. صُممت بواسطة شركة سنوهيتا المعمارية النرويجية.

## الوصف
تتألف محطة قصر الحكم من سبعة طوابق بعمق 33 متراً، كما تضم واحة خضراء في الجزء السفلي منها، وتقام على مساحة تقدر بنحو 19.6 ألف متر مربع.
تضم المحطة مواقف للسيارات، وخدمات العملاء، ومنافذ بيع التذاكر، بالإضافة إلى عدد من المحلات التجارية والمطاعم.

## الافتتاح
افتتحت محطة قصر الحكم في 26 فبراير 2025م، وتربط المحطة «المسار الأزرق والبرتقالي» في مشروع قطار الرياض. وتتميز «محطة قصر الحكم» بتصميمها المستوحى من مبادئ «العمارة السلمانية».